# Райс, Меган
Меган Гиллеспи Райс (англ. Megan Gillespie Rice; 31 января 1930, Нью-Йорк, Нью-Йорк — 10 октября 2021, Роузмонт, Иллинойс) — активистка антиядерного общественного движения и католическая монахиня из «Общества Святого Младенца Иисуса» (англ. Society of the Holy Child Jesus).

## Биография
Меган, младшая из трёх дочерей в ирландской католической семье, родилась и выросла на Манхеттене. Отец — Фредерик В. Райс (Frederick W. Rice) — был акушером-гинекологом, преподавал в Нью-Йоркском университете и принимал пациентов в нескольких больницах города Нью-Йорка. Мать — Маделин Ньюмен Хук Райс (Madeleine Newman Hooke Rice) — окончила Барнард-колледж, обучалась в магистратуре Колумбийского университета в то время, когда у неё уже были дети, получила Ph.D. по истории и написала диссертацию по теме католического взгляда на рабство. Фредерик и Маделин были активными участниками «Движения католических рабочих» и близкими друзьями Дороти Дэй.
Меган Райс обучалась в католической школе, и в 18 лет вступила в общество «Сестёр Святого Младенца Иисуса». Получила профессию учителя начальной школы и первую педагогическую практику проходила в городе Маунт-Вернон (Нью-Йорк). Во время обучения на заочных отделениях (part-time study) Фордхемского университета и Университета Вилланова получила степень бакалавра биологии (в 1957 г. в Университете Вилланова). Позднее она изучала клеточную биологию в Бостонском колледже, где получила степень магистра. С 1962 по 2004 год работала учителем в Нигерии и Гане.
С 1980-х годов участвует в антивоенном движении. Принимала участие в акциях протеста против различных военных операций США, размещения военных баз и ядерного оружия. Меган Райс была арестована более тридцати раз во время различных акций гражданского неповиновения, включая её участие в антиядерном движении США в качестве штатного сотрудника «Nevada Desert Experience», проводившего антивоенные акции на ядерном полигоне в Неваде, а также протесты против деятельности «Школы Америк» в Форт-Беннинг. Меган Райс дважды отбывала шестимесячные сроки заключения за правонарушения, допущенные во время протестов против «Школы Америк» в 1997—1999 годах.
Меган Райс стала столь известной активисткой, что Министерство энергетики США профинансировало изучение её устной истории с целью понимания антиядерных взглядов Меган.
28 июля 2012 г. Меган Райс, которой к тому времени исполнилось 82 года, вместе с двумя активистами-последователями (63-летним Майклом Уолли (Michael R. Walli) и 57-летним Грегори Боертье-Обедом (Gregory I. Boertje-Obed) проникла, разрезав проволочную решётку ограждения, на территорию «Центра национальной безопасности Y-12» в Ок-Ридже, штат Теннесси. Там они распылителем краски нанесли антивоенные лозунги и символическую пролитую кровь (потёки красной краски) на стены тщательно охраняемого хранилища высокообогащённого урана, натянули ленту, которой полицейские ограждают место преступления, а также нанесли некоторые повреждения с помощь кувалды. Им удалось пробыть на территории «Центра национальной безопасности» около двух часов, прежде чем охранники их заметили и задержали. Все трое — члены организации «Перекуём сейчас на орала» (англ. Transform Now Plowshares), являющаяся частью общественного движения «Перекуём мечи на орала» (англ. Plowshares Movement). Это движение поддерживает призыв из Книги пророка Исаии «перековать мечи на орала́» — то есть превратить оружие в мирные вещи. Оправдывая своё проникновение на территорию ядерного центра, трое активистов цитировали как Библию, призывающую к миру во всём мире, так и Договор о нераспространении ядерного оружия. Как сообщила «The New York Times», специалисты по ядерному оружию назвали эту акцию «самой большой брешью в системе защиты за всю историю национального атомного комплекса».
Поначалу Райс, Уолли и Боертье-Обеду были предъявлены обвинения в незаконном проникновении на охраняемый объект и повреждении государственного имущества, за что им мог грозить штраф в размере до 100000 долларов США и до пяти лет тюремного заключения. 9 мая 2013 г. в окружном суде в городе Ноксвилл присяжные признали всех троих виновными в совершении диверсии, приведшей к повреждению военного объекта, а также в нанесении ущерба государственному имуществу на сумму свыше тысячи долларов США. Первое преступление может быть наказано лишением свободы на срок до 20 лет, второе — на срок до 10 лет. Как сказал судья окружного суда Амул Тапар (Amul Thapar), 14 мая он будет решать вопрос о том, останутся ли обвиняемые под арестом до начала отбывания наказания, которое назначено на 23 сентября 2013 г. Сама Райс не считает себя виновной и сожалеет лишь о том, что не сделала этого раньше, ещё 70 лет назад. Хотя руководство «Центра национальной безопасности Y-12» утверждает, что активисты не могли подойти близко к хранящимся там радиоактивным материалам, этот инцидент вызвал серьёзные опасения за безопасность ядерных объектов США. После случившегося, правоохранительные органы и правительственный департамент энергетики провели расследование, в ходе которого были выявлены «вызывающие беспокойство свидетельства некомпетентности» в обслуживании ядерного объекта. В результате произошли перемены в руководстве Национальной администрации по вопросам ядерной безопасности; Правительство США прекратило сотрудничество с компанией WSI, занимавшейся охраной объекта «Y-12»; ряд сотрудников этого объекта были уволены или понижены в должности.
18 февраля 2014 года Меган Райс была приговорена к трём годам заключения за участие в вышеупомянутой акции протеста на территории «Центра национальной безопасности Y-12». Майкл Уолли и Грег Бортье-Обед были приговорены к пяти годам лишения свободы, поскольку ранее неоднократно привлекались к судебной ответственности. Сама Меган Райс попросила судью не проявлять снисходительности и даже сказала: «Возможность провести остаток жизни в тюрьме — это лучший подарок, на который вы способны».
Скончалась 10 октября 2021 года в деревне Роузмонт (Иллинойс).